# Adrian Manolache
Adrian Manolache (n. 21 iunie 1952, Piatra Neamț) este un fost senator român în legislatura 1990-1992 ales în municipiul București pe listele partidului PER. Adrian Manolache a fost senator în perioada 18 iunie 1990 - 13 iunie 1991, dată la care a demisionat. După demisia sa, Adrian Manolache a fost înlocuit de senatorul Constantin Dumitrescu. În cadrul activității sale parlamentare, Adrian Manolache a fost membru în grupurile parlamentare de prietenie cu Canada și Republica Franceză-Senat. 

## Biografie
Adrian Manolache s-a născut la 21 iunie 1952 în Piatra Neamț, județul Neamț, într-o familie de intelectuali.
 Tatăl, Marin, Dr. Ing. în Științe Tehnice, mama, profesor și editor de film la Radio Televiziunea Română.
 A urmat Facultatea de Construcții Civile și Industriale, la București, între anii 1971-1976. După absolvirea facultății, a lucrat la CET Turceni, TCI Buzău, IPIU București, ISPE București (1982-1990). În anul 1978, a absolvit Școala de ofițeri Bacău - arma artilerie - unde s-a remarcat, alături de alți 13 elevi artileriști, prin proiectarea și punerea în operă a unui poligon antitanc unic în țară. Intre anii 1978-1982 lucrează ca inginer proiectant la IPIU București, iar între anii 1982-1990 ca inginer proiectant principal la ISPE București. În acești ani, Adrian Manolache se remarcă prin proiectarea unor lucrări de mare anvergură precum, Stația de descărcare Babadag, Filatura de bumbac Focșani, Turnul de distribuție TD3-CET Turceni, Estacada de benzi transportoare la CET Rovinari, Coșul de fum de 160m înălțime CET Paroșeni, Sala mașini ax 1-6-CNE Cernavodă, iar în anul 1985 este numit Șef Proiect Specialitate la CET Tg. Jiu. Nu a făcut parte din PCR și nu a fost colaborator al Securității. Publică poezii în revista Convorbiri Literare și câștigă premiul revistei Săptămâna, la festivalul „Mihu Dragomir” de la Brăila. În 25 decembrie 1989 elaborează platforma program a Partidului Ecologist Român, și o publică în ziarul „Libertatea” din 5 ianuarie 1990. Înscrie Partidul Ecologist Român la tribunal în data de 16 ianuarie 1990 și devine primul Președinte al Partidului. În februarie 1990 înființează ziarul partidului - „Omul și Natura” - pe care îl conduce ca director până în anul 1991. În aprilie 1990, la primul Congres al Partidului, pierde funcția de Președinte în favoarea lui Otto Weber și devine Prim-vicepreședinte. Ca Prim-vicepreședinte al Partidului Ecologist Român, este inițiatorul primei alianțe de partide din România. Partidul Ecologist Român se aliază cu Partidul Național Liberal, condus de Radu Câmpeanu, alianță care constituie germenele Convenției Democrate Române. Face parte din primul Parlament democratic al țării CPUN unde se remarcă prin opoziția față de FSN, Ion Iliescu și guvernul Roman pe care îi caracterizează ca fiind criptocomuniști și uzurpatori ai revoluției din 1989. Aderă împreună cu întregul partid la principiile Proclamației de la Timișoara ceea ce declanșează o adevărată persecuție și represalii de tot felul din partea Serviciilor conduse de Virgil Măgureanu care înființează alte partide ecologiste loiale FSN și dirijează în mod samavolnic scindarea PER, prin formarea unui nou partid din PER numit PNE.
Este ales senator de București în mai 1990 pe listele Partidului Ecologist Român.
În ciuda acestor lupte interne dirijate de Măgureanu, prin interpuși și mercenari plătiți de la bugetul de stat să confiște partidul și să-l direcționeze către FSN, PER reușește să câștige la alegeri un loc de senator și 8 locuri de deputați, ceea ce constituie până în prezent, cea mai bună performanță în alegeri a acestui partid.
În cadrul Senatului, senatorul ecologist Adrian Manolache are o activitate furibundă împotriva abuzurilor, greșelilor și lipsei de transparență pe care Guvernul Roman, Iliescu și Măgureanu le făceau în scopul de a acapara întreaga putere politica și de decizie la nivel național. După cum se știe, la vremea respectiva FSN-ul înăbușea în forță toate manifestările democratice, cât și pe cei care aveau idei diferite, vezi organizarea primelor mineriade, devastarea sediilor partidelor politice din opoziție PNȚ, PNL, PSD - Sergiu Cunescu, PER, revista Baricada, Piața Universității, etc. În luna mai 1991, constrâns de brațul de fier al securității (la fel de puternică și activă ca pe vremea lui Ceaușescu) condus în mod despotic de numitul Virgil Măgureanu, senatorul Adrian Manolache alege calea exilului ca o ultimă soluție de protest față de regimul FSN care confiscase aproape toată scena politica, dar și bunurile PCR și toată infrastructura statului fost comunist, nefăcând aproape nici o concesie partidelor nou înființate. Prin urmare, Adrian Manolache cere un prim azil politic la Viena, care îi este refuzat întrucât, în ciuda abuzurilor și persecuțiilor suferite de noile partide, Roman era privit cu mare simpatie în toate Cancelariile occidentale. Pleacă mai departe în Belgia unde cere al doilea azil politic și este trimis în lagărul de refugiați de la Nasogne pentru a aștepta rezolvarea cazului. În continuare, văzând că autoritățile belgiene tergiversează rezolvarea azilului politic, Adrian Manolache face demersuri de a emigra în Canada, lucru care îi reușește după aproape doi ani de chin și încercări disperate de a avea o situație clară din punct de vedere legal. În februarie 1993 reușește să obțină statutul de „landed emigrant” și pleacă în Canada cu destinația Vancouver, unde îl așteaptă o altă bătălie cumplită pentru supraviețuire.